# Favratia zoysii
Favratia zoysii – gatunek roślin z rodziny dzwonkowatych reprezentujący monotypowy rodzaj Favratia. Jest endemitem południowo-wschodnich Alp – rośnie w Austrii, Włoszech i Słowenii. Występuje w szczelinach skał wapiennych zwykle w przedziale wysokości od 1400 do 2500 m n.p.m.
Jest rośliną uprawianą jako ozdobna w ogrodach skalnych, aczkolwiek niełatwa w uprawie na nizinach.

## Morfologia
PokrójBylina kępowa o kłączu podziemnym płożącym i rozgałęzionym, z którego wyrastają wzniesione łodygi osiągające zwykle 5–10 cm wysokości. Pędy są niemal nagie i zawierają białawy sok mleczny.
LiścieDolne ogonkowe o blaszce zaokrąglonej do jajowate, wyższe węższe, gładkie.
KwiatyPojedynczo wyrastające na szczycie pędów lub w kątach liści. Kielich 5-działkowy. Korona jasnoniebieska, urnowata, na końcu z bardzo krótkimi, wolnymi łatkami, do 2 cm długości. Pręciki schowane w rurce, o nitkach rozszerzonych u nasady. Zalążnia trójkomorowa (rzadko dwukomorowa) z szyjką słupka schowaną w rurce korony, zagiętą ku górze. Miodników brak.
OwoceWzniesione torebki otwierające się otwierające się z boków trzema porami w części szczytowej. Nasiona są liczne i drobne.

## Uprawa
Najlepiej rośnie w szczelinach skał wapiennych i na tufach wapiennych z wodą podsiąkającą od dołu. Źle znosi bezpośrednie i mocne nasłonecznienie, stąd powinna być sadzona na stanowiskach o ekspozycji wschodniej, a jeśli od południa to w miejscu ocienionym. Roślina chętnie zgryzana przez ślimaki.